# Liophidium maintikibo
Espèce
Statut de conservation UICN

 DD  : Données insuffisantes
Liophidium maintikibo est une espèce de serpents de la famille des Lamprophiidae. 

## Répartition
Cette espèce est endémique de l'Ouest de Madagascar.

## Description
L'holotype de Liophidium maintikibo, probablement adulte mais de sexe indéterminé, mesure 255 mm dont 50 mm pour la queue. Son dos est brun rougeâtre et présente un collier jaune. Sa face ventrale est crème, chaque écaille étant marquée d'une tache ovale irrégulière de couleur noire formant une grande ligne médiane interrompue.

## Étymologie
Son nom d'espèce, du malgache mainty, « noir », et kibo, « ventre », lui a été donné en référence au motif présent sur sa face ventrale.

## Publication originale
- Franzen, Jones, Raselimanana, Nagy, D’Cruze, Glaw & Vences, 2009 : A new black-bellied snake (Pseudoxyrhophiinae: Liophidium) from western Madagascar, with notes on the genus Pararhadinaea. Amphibia-Reptilia, vol. 30, n. 2, p. 173-183 (texte intégral).